# Sixalix parielii
Sixalix parielii är en tvåhjärtbladig växtart som först beskrevs av René Charles Maire, och fick sitt nu gällande namn av W. Greuter och Burdet. Sixalix parielii ingår i släktet Sixalix och familjen Dipsacaceae. Inga underarter finns listade i Catalogue of Life.